# 1 500 mètres masculin aux Jeux olympiques d'été de 1968 (athlétisme)
Navigation
Tokyo 1964 Munich 1972
L'épreuve du 1 500 mètres masculin aux Jeux olympiques de 1968 s'est déroulée du 18 au 20 octobre 1968 au Stade olympique universitaire de Mexico, au Mexique.  Elle est remportée par le Kényan Kipchoge Keino qui établit un nouveau record olympique en 3 min 34 s 9.

## Résultats

### Finale
| Rang               | Athlète             | Pays                 | Temps         | Notes |
| ------------------ | ------------------- | -------------------- | ------------- | ----- |
| Médaille d'or      | Kipchoge Keino      | Kenya                | 3 min 34 s 9  | OR    |
| Médaille d'argent  | Jim Ryun            | États-Unis           | 3 min 37 s 8  |       |
| Médaille de bronze | Bodo Tümmler        | Allemagne de l'Ouest | 3 min 39 s 0  |       |
| 4                  | Harald Norpoth      | Allemagne de l'Ouest | 3 min 42 s 5  |       |
| 5                  | John Whetton        | Royaume-Uni          | 3 min 43 s 8  |       |
| 6                  | Jacques Boxberger   | France               | 3 min 46 s 6  |       |
| 7                  | Henryk Szordykowski | Pologne              | 3 min 46 s 6  |       |
| 8                  | Josef Odlozil       | Tchécoslovaquie      | 3 min 48 s 6  |       |
| 9                  | Tom Von Ruden (en)  | États-Unis           | 3 min 49 s 27 |       |
| 10                 | Ben Jipcho          | Kenya                | 3 min 51 s 22 |       |
| 11                 | André Dehertoghe    | Belgique             | 3 min 53 s 63 |       |
| 12                 | Marty Liquori       | États-Unis           | 4 min 18 s 22 |       |

## Légende
Records et Performances
- AR : Record continental (area record)
- CR : Record des championnats (championship record)
- MR : Record du meeting (meet record)
- NR : Record national (national record)
- OR : Record olympique (olympic record)
- PR : Record paralympique (paralympic record)
- PB : Record personnel (personal best)
- SB : Meilleure performance personnelle de la saison (season's best)
- WL : Meilleure performance mondiale de l'année (world leader)
- WJR : Record du monde junior (world junior record)
- WR : Record du monde (world record)

Circonstances et Conditions
- DNF : N'a pas terminé (did not finish)
- DNS : N'a pas pris le départ (did not start)
- DQ : Disqualification (disqualification)
- NM : Aucun essai valable enregistré (No Mark)
- Q : Qualifié « directement » au prochain tour (ou à la prochaine compétition), lors d'une compétition majeure, grâce au classement ou à la réalisation des minima (automatic qualifier)
- q : Qualifié au prochain tour (ou à la prochaine compétition), lors d'une compétition majeure, grâce au repêchage ou à la réalisation de l'une des meilleures performances parmi celles des « non qualifiés directement » (grâce au meilleur temps ou à la meilleure distance par exemple) (secondary qualifier)